# Georg Weerth

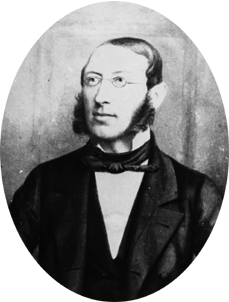
Georg Weerth, 1851. Nach einer Daguerreotypie von Carl Ferdinand Stelzner

Georg Ludwig Weerth (* 17. Februar 1822 in Detmold, Fürstentum Lippe; † 30. Juli 1856 in Havanna, Kuba) war ein deutscher Schriftsteller, Satiriker, Journalist und Kaufmann.

## Leben

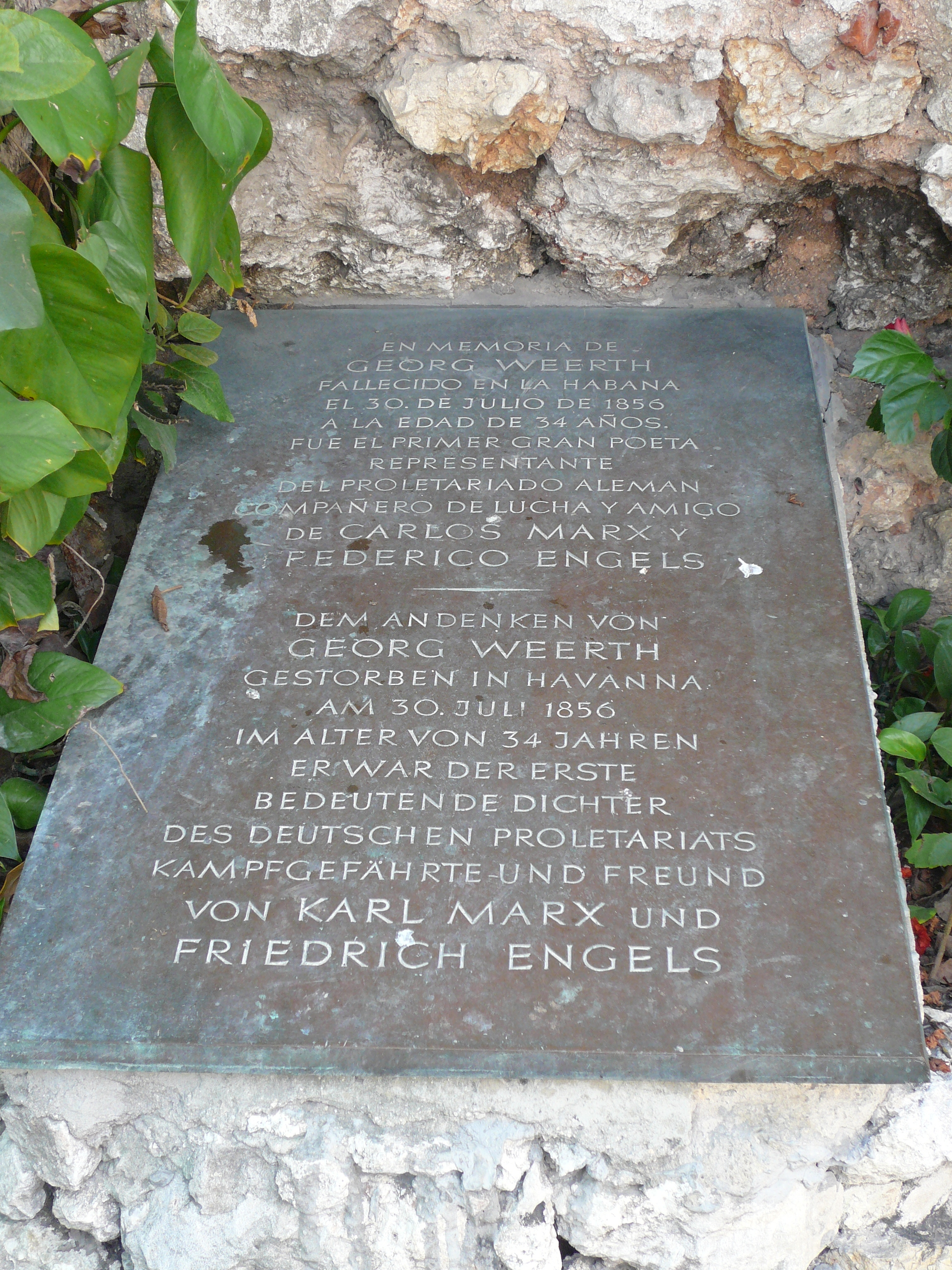
Gedenktafel für den Dichter in Havanna

Weerth wurde als Sohn des Pfarrers und Generalsuperintendenten Ferdinand Weerth und der Pfarrerstochter Wilhelmina Weerth (geborene Burgmann) am 17. Februar 1822 in Detmold geboren. 1836 erlitt der Vater mehrere Schlaganfälle und konnte deshalb seinen Beruf nicht mehr ausüben. Weerth verließ daher das Gymnasium in Detmold und begann am 16. September 1838 in Elberfeld (heute zu Wuppertal) bei der Twist-, Seide- und Wollgarnhandlung J. H. Brink & Co. eine kaufmännische Lehre. In seiner Freizeit lernte er Französisch und Englisch für die fremdsprachige Handelskorrespondenz.
Schon während seiner Lehre lernte Weerth Hermann Püttmann (1811–1874) kennen, einen Redakteur der liberalen Barmer Zeitung, der auch als Dichter und Kunstschriftsteller arbeitete und Weerth mit der Literatur vertraut machte, ihn aber auch für das Thema der sozialen Frage sensibilisierte. 1838 befreundete sich Weerth mit Ferdinand Freiligrath, dessen „Literaten-Kränzchen“ er im selben Jahr beitrat. Dieser Kreis bestand aus 15 Personen, die sich regelmäßig in Barmen (heute zu Wuppertal) trafen, um über Literatur zu diskutieren und sich gegenseitig teils eigene, teils fremde Gedichte vorzutragen.
1840 zog es Weerth nach Köln in die Verwaltung der Bleierzbergwerke Graf Meinertzhagen, doch schon zwei Jahre später, 1842, ging er nach Bonn, um in der Baumwollspinnerei und Weberei Weerth & Peill zu arbeiten. Die Firma gehörte einem nahen Verwandten, Friedrich aus’m Weerth. Neben der Arbeit besuchte Weerth Vorlesungen an der Bonner Universität. Dabei lernte er den Theologen Gottfried Kinkel und den Altgermanisten Karl Simrock kennen, die freisinnige Dichterzirkel veranstalteten. Die beiden Wissenschaftler ermunterten Weerth, literarisch tätig zu sein. Gemeinsam trafen sie sich im Maikäferbund, einem Dichterkreis. Weerths erstes Gedicht Der steinerne Knappe erschien 1841 in einer Gedichtsammlung.
1843 zog Weerth nach Bradford in Yorkshire (Nordengland), um dort für zweieinhalb Jahre als Korrespondent des Kammgarn- und Wollunternehmens Ph. Passavant & Co zu arbeiten. Die Zeit dort prägte ihn nachhaltig und politisierte ihn. Über den befreundeten Arzt John L. MacMichan, der in den Arbeitervierteln praktizierte, lernte er die Folgen der Industrialisierung, das heißt die Armut und Not der Arbeiter in den Textilfabriken, kennen.
In seiner Zeit in England machte Weerth Bekanntschaft mit Friedrich Engels und traf auf einer Reise nach Belgien im Sommer 1845 Karl Marx. Er schloss sich der kommunistischen Bewegung an, dessen Weltbild sich in seinen Gedichten widerspiegelt. Für das von Marx und Engels 1846 gegründete Kommunistische Korrespondenz-Komitee und für den Bund der Kommunisten arbeitete der Handlungsreisende Weerth nebenbei als Kurier. „Weerth, der erste und bedeutendste Dichter des deutschen Proletariats“, schrieb Engels später.
Im März 1846 wurde Weerth eine Stelle in der Kammgarnspinnerei Emanuel & Son in Brüssel angeboten, die er sofort annahm. Zugleich publizierte er eine Reihe von Artikeln in der Deutschen Brüsseler Zeitung. Als er im Februar/März 1848 vom Ausbruch der Revolution in Frankreich hörte, reiste er nach Paris, um sie mitzuerleben und sich daran zu beteiligen.
Im April 1848 ging er mit Engels und Marx nach Köln, um bei der Gründung der Neuen Rheinischen Zeitung mitzuhelfen. An der von Marx geleiteten Zeitung arbeitete Weerth als Redakteur für Großbritannien und Belgien und leitete das Feuilleton. Hier publizierte er 1848–1849 in Fortsetzungen seine Satire auf den Adel Leben und Thaten des berühmten Ritters Schnapphahnski; als Vorlage für die Titelfigur diente Weerth der Fürst Felix von Lichnowsky. Der Name „Schnapphahnski“ war eine Verbeugung vor Heinrich Heine, in dessen Epos Atta Troll dieser Ritter zweimal kurz auftaucht. Als Lichnowsky am 19. September 1848 ermordet wurde – das erste Kapitel ist Anfang August erschienen –, brachte das Weerth ein Verfahren wegen „Verunglimpfung des Verstorbenen“ ein. Im Januar 1850 wurde er für schuldig befunden und zu drei Monaten Haft und zum Verlust seiner Bürgerrechte auf fünf Jahre verurteilt. Am 25. Februar 1850 trat Weerth in Köln seine Haftstrafe an.
Nach Verbüßung der Strafe und enttäuscht vom Scheitern der Revolution veröffentlichte Weerth nichts Literarisches mehr. Er unternahm lange Handelsreisen durch halb Europa (unter anderem Spanien, Portugal, Großbritannien, Frankreich). Nach der Insolvenz seiner Firma übernahm Weerth am 7. Dezember 1852 die Agentur der Firma Steinthal & Co. für Westindien. Er zog auf die Karibikinsel Saint Thomas und blieb dort bis Juni 1855. In dieser Zeit bereiste er für seine Firma die USA, Mexiko, Kuba und Brasilien.
Am 15. Juni 1855 kehrte er nach Southampton zurück; unter anderem, um seiner Cousine zweiten Grades, Betty Tendering, einen Heiratsantrag zu machen. Als diese ablehnte, kehrte Weerth am 2. Dezember 1855 nach St. Thomas zurück. Im März 1856 entschloss er sich, nach Havanna, Kuba, überzusiedeln und sich dort zur Ruhe zu setzen. Am 23. Juli 1856, auf einer Geschäftsreise nach Santo Domingo (Dominikanische Republik), erkrankte er in Haiti an Fieber. Obwohl ihm sofort ärztliche Hilfe zuteilwurde, diagnostizierte der behandelnde Arzt erst am 26. Juli eine Hirnhautentzündung. Da sie schon weit fortgeschritten und auf zerebrale Malaria zurückzuführen war, konnte er nicht mehr geheilt werden.
Am 30. Juli 1856 starb Georg Weerth im Alter von 34 Jahren in Havanna. Im Stadtviertel Cayo Hueso (Calle Aramburu) befindet sich seit 1974 an einer Mauer, dem einzigen vom damaligen Hauptfriedhof Espada erhaltenen Rest, eine Gedenktafel, die an Weerth erinnert. Sein literarischer und persönlicher Nachlass ist auf drei Archive verteilt. Die wichtigsten Werkmanuskripte befinden sich im Internationalen Institut für Sozialgeschichte in Amsterdam. Im Jahr 1936 waren sie in zwei Kisten für 5000 Mark dorthin verkauft worden. Ein Teil der Originalmanuskripte liegt im Marx-Engels-Institut in Moskau. Diese waren von einem literarisch-politisch interessierten Privatmann in den 1920er Jahren angekauft worden. In der Lippischen Landesbibliothek Detmold wurden neben Gedicht-Autographen und Weerths Handexemplar der Neuen Rheinischen Zeitung mehrere hundert originale Briefe des großen Sohns der Stadt angekauft und der Öffentlichkeit zugänglich gemacht.

## Rezeption und Ehrungen
Um Georg Weerths zu gedenken, fand 2022 (anlässlich Weerths 200. Geburtstages) das Projekt „Weerth200“ statt, im Zuge dessen Texte neu aufgearbeitet und die Themen Weerths unter dem Motto „Presse-Freiheit, Menschen-Recht“ auf vielfältige Weise erneut in Erinnerung gerufen wurden.
Mit „Weerth – Das Musical“ entstand, ebenfalls 2022, ein modernes Denkmal in Form eines Musiktheaterstücks.
In Detmold, Weerths Geburtsstadt, ist eine Straße nach ihm benannt. In Berlin gibt es die Georg-Weerth-Schule in Friedrichshain-Kreuzberg; die ehemalige Georg-Weerth-Oberschule Chemnitz wurde zum 1. August 2022 umbenannt.
Die Weerth-Schule und der Weerth-Platz in Detmold sind nicht nach Georg Weerth, sondern nach dessen Vater, Ferdinand Weerth, benannt.
Über sein Gedicht Das Hungerlied (Autograf) ist er noch heute im Deutschunterricht präsent.

## Werke

### Auswahl
- Englische Reisen : Reiseskizzen und Reportagen 1843 bis 1847, herausgegeben und mit Erläuterungen versehen von Bernd Füllner, Bielefeld : Aisthesis Verlag, 2022, ISBN 978-3-8498-1807-4
- Das Hungerlied. um 1845.
- Die Armen von der Senne. In: Hermann Püttmann (Hrsg.): Deutsches Bürgerbuch für 1845.[12] S. 266–271.
- Lieder aus Lancashire. In: Gesellschaftsspiegel. Elberfeld 1845.
- Die Industrie. In: Hermann Püttmann (Hrsg.): Deutsches Bürgerbuch für 1845. S. 346–347.
- Handwerksburschenlied. (1846) Der Sozialdemokrat Nr. 24 vom 7. Juni 1883. nach Marx-Engels-Werke Band 21, S. 5–8.
- Handwerksburschenlieder. In: Hermann Püttmann (Hrsg.): Album. Originalpoesien. Reiche, Borna 1847, S. 6 ff. Digitalisat
- La Liberté du commerce considérée du point de vue prolétaire par M. G. Weerth et Les protectionnistes, les libres échangistes et la classe ouvrière par M. Karl Marx. C. G. Vogler, Bruxelles 1847.
- Leben und Thaten des berühmten Ritters Schnapphahnski. Hoffmann und Campe Hamburg, 1848 ÖNB Digitalisat, Digitalisat und Volltext im Deutschen Textarchiv
  - Illustrierte Ausgabe August Stritt, Frankfurt am Main 1848 Digitale Sammlungen der Lippischen Landesbibliothek Detmold

### Werkausgaben
- Bruno Kaiser (Hrsg.): Georg Weerth. Ausgewählte Werke. Verlag Volk und Welt, Berlin 1948.
- Bruno Kaiser (Hrsg.): Georg Weerth. Sämtliche Werke in fünf Bänden. Aufbau-Verlag, Berlin 1956–1957.
- Georg Weerth. Werke in zwei Bänden. Volksverlag, Weimar 1963 (= Bibliothek Deutscher Klassiker)
- Bruno Kaiser (Hrsg.): Georg Weerth. Briefwechsel mit Betty Tendering. Aufbau-Verlag, Berlin und Weimar 1972.
- Winfried Hartkopf, Bernd Müllner, Ulrich Bossier (Hrsg.): Gedichte. Philipp Reclam jun., Stuttgart 1976, ISBN 3-15-009807-6 (=Universal-Bibliothek Nr. 9807 [2]).
- Jürgen-Wolfgang Goette, Jost Hermand (Hrsg.): Georg Weerth. Vergessene Texte. Werkauswahl in 2 Bänden. Leske, Köln 1975–1976.
- Poesía y Prosa de GEORG WEERTH. Auswahl und Übersetzung von Jorge A. Pomar Montalvo, Nachdichtungen von Francisco de Oréa. Editorial Arte y Literatura, Ciudad de la Habana 1988 (Vorwort von Rolando Álvarez Estévez, S. 7–24).
- Jürgen-Wolfgang Goette (Hrsg.): Sämtliche Briefe. Zwei Bände, Campus-Verlag, Frankfurt am Main 1989, ISBN 3-593-33913-7.
- Lesebuch Georg Weerth. Zusammengestellt und mit einem Nachwort von Bernd Füllner. (Nylands Kleine Westfälische Bibliothek 78). Aisthesis, Bielefeld 2018, ISBN 978-3-8498-1306-2.

### Bibliografie
- Ernst Fleischhack: Georg-Weerth-Bibliographie. Naturwissenschaftlicher u. Historischer Verein für das Land Lippe, Detmold 1972 (aus: Lippische Mitteilungen aus Geschichte und Landeskunde, Band 41, 1972).

### Lexikalische Einträge
- Georg Weerth. In: Franz Osterroth: Biographisches Lexikon des Sozialismus. Verstorbene Persönlichkeiten. Bd. 1. J. H. W. Dietz Nachf., Hannover 1960, S. 322–323.
- Weerth, Georg. In: Lexikon sozialistischer deutscher Literatur. Von den Anfängen bis 1945. Monographisch-biographische Darstellungen. Bibliographisches Institut, Leipzig 1964, S. 526–530.
- M. Kotschetkowa: Georg Weerth. In: E. P. Kandel (Redaktion): Marx und Engels und die ersten proletarischen Revolutionäre. Dietz Verlag, Berlin 1965, S. 339–366.
- Georg Weerth. In: Deutsche Biographie (Index-Eintrag).
- Peter Schuppan: Weerth, Georg. In: Karl Obermann, Heinrich Scheel, Helmuth Stoecker u. a. Hrsg.: Biographisches Lexikon zur deutschen Geschichte. Von den Anfängen bis 1917. Deutscher Verlag der Wissenschaften, Berlin 1967, S. 486–487.
  - Peter Schuppan: Weerth, Georg. In: Biographisches Lexikon zur deutschen Geschichte. Von den Anfängen bis 1945. Deutscher Verlag der Wissenschaften, Berlin 1970, S. 723–724
- Günter Albrecht, Kurt Böttcher, Herbert Greiner-Mai, Paul Günter Krohn: Weerth, Georg. In: Lexikon deutschsprachiger Schriftsteller von den Anfängen bis zur Gegenwart. L–Z. VEB Bibliographisches Institut, Leipzig 1968, S. 676–628.
- Bruno Kaiser: Weerth, Georg. In: Geschichte der deutschen Arbeiterbewegung. Biographisches Lexikon. Dietz Verlag, Berlin 1970, S. 469–471.